# Aprostocetus flavimetanotum
Aprostocetus flavimetanotum är en stekelart som beskrevs av Yefremova och Yegorenkova 2005. Aprostocetus flavimetanotum ingår i släktet Aprostocetus och familjen finglanssteklar. Inga underarter finns listade i Catalogue of Life.